# Luis Rodríguez (piłkarz)
Luis Alfonso „Chaka” Rodríguez Alanís (ur. 21 stycznia 1991 w Monterrey) – meksykański piłkarz występujący na pozycji prawego obrońcy lub prawego pomocnika, reprezentant Meksyku, od 2024 roku zawodnik Pachuki.

## Kariera klubowa
Rodríguez pochodzi z miasta Monterrey i jest wychowankiem akademii juniorskiej tamtejszego klubu CF Monterrey. Do seniorskiej drużyny został włączony jako dziewiętnastolatek przez szkoleniowca Víctora Manuela Vuceticha i w meksykańskiej Primera División zadebiutował 24 lipca 2010 w zremisowanym 1:1 spotkaniu z San Luis. W tym samym, jesiennym sezonie Apertura 2010 wywalczył ze swoją drużyną tytuł mistrza Meksyku, jednak pozostawał wówczas głębokim rezerwowym zespołu. W 2011 roku triumfował natomiast z Monterrey w najbardziej prestiżowych rozgrywkach północnoamerykańskiego kontynentu – Lidze Mistrzów CONCACAF. Wobec dużej konkurencji w drugiej linii ekipy na boiskach pojawiał się sporadycznie, wskutek czego w styczniu 2012 udał się na wypożyczenie do niżej notowanej drużyny San Luis FC z siedzibą w San Luis Potosí. Tam 11 sierpnia 2012 w zremisowanej 1:1 konfrontacji z Monterrey strzelił swojego premierowego gola w najwyższej klasie rozgrywkowej. Barwy San Luis reprezentował przez następne półtora roku, lecz przeważnie jako rezerwowy i nie odniósł żadnych osiągnięć.
Latem 2013 Rodríguez przeniósł się do zespołu Chiapas FC z miasta Tuxtla Gutiérrez, któremu sprzedały licencję władze San Luis – jego dotychczasowej drużyny.
| Sezon     | Klub         | Kraj   | Rozgrywki | Mecze | Bramki |
| --------- | ------------ | ------ | --------- | ----- | ------ |
| 2010/2011 | CF Monterrey | Meksyk | Liga MX   | 2     | 0      |
| 2011/2012 | CF Monterrey | Meksyk | Liga MX   | 0     | 0      |
| 2011/2012 | San Luis FC  | Meksyk | Liga MX   | 8     | 0      |
| 2012/2013 | San Luis FC  | Meksyk | Liga MX   | 11    | 2      |
| 2013/2014 | Chiapas FC   | Meksyk | Liga MX   | 31    | 2      |
| 2014/2015 | Chiapas FC   | Meksyk | Liga MX   | 36    | 3      |
| 2015/2016 | Chiapas FC   | Meksyk | Liga MX   | 28    | 2      |
| 2016/2017 | Tigres UANL  | Meksyk | Liga MX   | 17    | 1      |
| 2017/2018 | Tigres UANL  | Meksyk | Liga MX   | 32    | 1      |
| 2018/2019 | Tigres UANL  | Meksyk | Liga MX   | 41    | 2      |

## Kariera reprezentacyjna
W seniorskiej reprezentacji Meksyku Rodríguez zadebiutował za kadencji selekcjonera Miguela Herrery, 15 kwietnia 2015 w przegranym 0:2 meczu towarzyskim z USA.